# Medicinska kemija
Medicinska kemija ili farmaceutska kemija disciplina je na sjecištu kemije, farmakologije i biologije koja uključuje dizajn, sintezu i razvoj farmaceutskih lijekova. Medicinska kemija bavi se identifikacijom, sintezom i razvojem novih kemijskih entiteta pogodnih za terapijsku uporabu. Također uključuje proučavanje postojećih lijekova, njihovih bioloških osi i njihovih kvantitativnih odnosa strukture i aktivnosti (QSAR). Medicinska kemija izrazito je interdisciplinarna znanost koja kombinira organsku kemiju s biokemijom, računalnom kemijom, farmakologijom, farmakognozijom, molekularnom biologijom, statistikom i fizikalnom kemijom.
Spojevi koji se koriste kao lijekovi prvenstveno su organski spojevi, koji mogu biti male organske molekule (npr. atorvastatin, flutikazon, klopidogrel) i biopolimeri (infliksimab, eritropoetin, inzulin glargin), od kojih su potonji obično proteinski medicinski pripravci (prirodna i rekombinantna antitijela, hormoni itd.). Međutim, pokazalo se da su i anorganski spojevi i spojevi koji sadrže metale korisni lijekovi. Primjerice, cisplatin serija kompleksa koji sadrže platinu koristi se u liječenju raka, a lijekovi na bazi litija imaju dugu tradiciju u liječenju niza psihičkih bolesti. Disciplina medicinske anorganske kemije istražuje ulogu metala u medicini (metaloterapija), što uključuje proučavanje i liječenje bolesti i zdravstvenih stanja povezanih s anorganskim metalima u biološkim sustavima. Postoji nekoliko metaloterapeutika odobrenih za liječenje raka (npr. koji sadrže Pt, Ru, Gd, Ti, Ge, V i Ga), antimikrobnih sredstava (npr. Ag, Cu i Ru), dijabetesa (npr. V i Cr), širokog spektra antibiotik (npr. Bi), bipolarni poremećaj (npr. Li). Ostala područja studija uključuju: metalomiku, genomiku, proteomiku, dijagnostička sredstva (npr. MRI: Gd, Mn; X-zrake: Ba, I) i radiofarmaceutike (npr. 99mTc za dijagnostiku, 186Re za terapiju).
Konkretno, medicinska kemija u svojoj najčešćoj praksi - fokusirajući se na male organske molekule - uključuje sintetsku organsku kemiju i aspekte prirodnih proizvoda i računalne kemije u bliskoj kombinaciji s kemijskom biologijom, enzimologijom i strukturnom biologijom, zajedno s ciljem otkrivanja i razvoja novih terapijska sredstva. Praktično govoreći, to uključuje kemijske aspekte identifikacije, a zatim sustavnu, temeljitu sintetičku modifikaciju novih kemijskih entiteta kako bi ih učinili prikladnima za terapeutsku upotrebu. Uključuje sintetičke i računalne aspekte proučavanja postojećih lijekova i agenasa u razvoju u odnosu na njihove bioaktivnosti (biološke aktivnosti i svojstva), tj. razumijevanje njihovih odnosa strukture i aktivnosti (SAR). Farmaceutska kemija je usmjerena na aspekte kvalitete lijekova i ima za cilj osigurati njihovu prikladnost za određenu svrhu.